# Alevtina Oljunina
Alevtina Sergeevna Oljunina, coniugata Smirnova e, successivamente Panarina (in russo Алевтина Сергеевна Олюнина-Смирнова-Панарина?; 15 agosto 1942), è un'ex fondista sovietica, dal 1991 russa.

## Palmarès

### Olimpiadi invernali
- Oro a Sapporo 1972 nella staffetta 3x5 km.
- Argento a Sapporo 1972 nei 10 km.

### Mondiali
- Oro a Vysoké Tatry 1970 nei 10 km.
- Oro a Vysoké Tatry 1970 nella staffetta 3x5 km.